# Chiojdu, Buzău

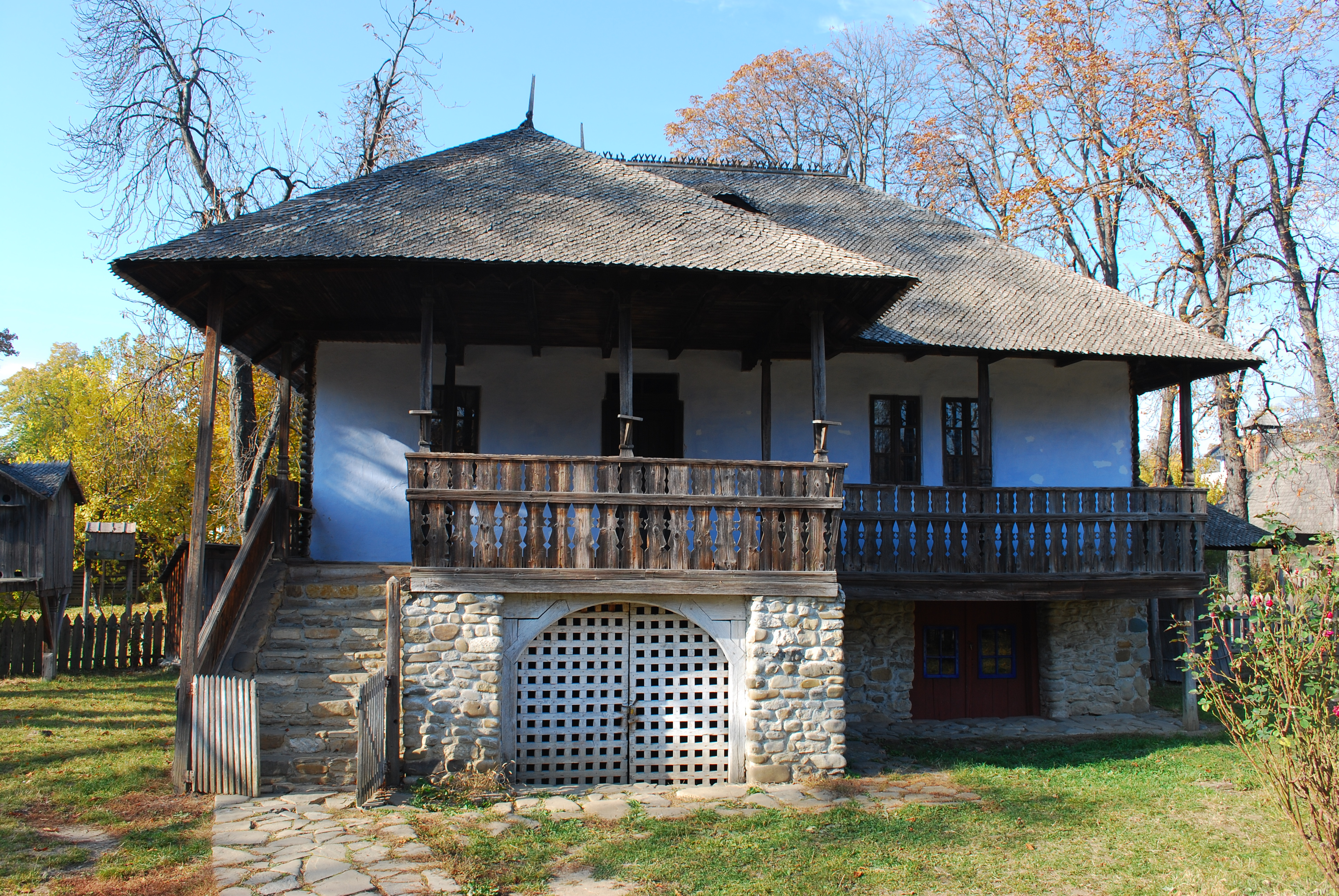
Casă din Chiojdu expusă la Muzeul Național al Satului „Dimitrie Gusti” din București

Chiojdu (în trecut, Chiojdu Mic sau Chiojdu din Bâsca) este satul de reședință al comunei cu același nume din județul Buzău, Muntenia, România. Se află în nord-vestul județului, în Munții Siriului.

## Personalități
- Constantin Giurescu (1875-1919), istoric român